# 阿尔热特
阿尔热特（法語：Arget，法語發音：[aʁʒɛt]）是法国大西洋比利牛斯省的一个市镇，位于该省北部，属于波城区。

## 地理
阿尔热特（43°32'35"N, 0°31'42"W）面积4 平方千米，位于法国新阿基坦大区大西洋比利牛斯省，该省份为法国东南部省份，涵盖了贝阿恩与北巴斯克，西临大西洋比斯開灣，北至朗德省，东北接热尔省，东临上比利牛斯省，南与西班牙接壤。
与阿尔热特接壤的市镇（或旧市镇、城区）包括：蒙热、卡斯泰德康多、蒙塔居特、莫尔拉讷、皮耶特普拉桑克穆斯特鲁。
阿尔热特的时区为UTC+01:00、UTC+02:00（夏令时）。

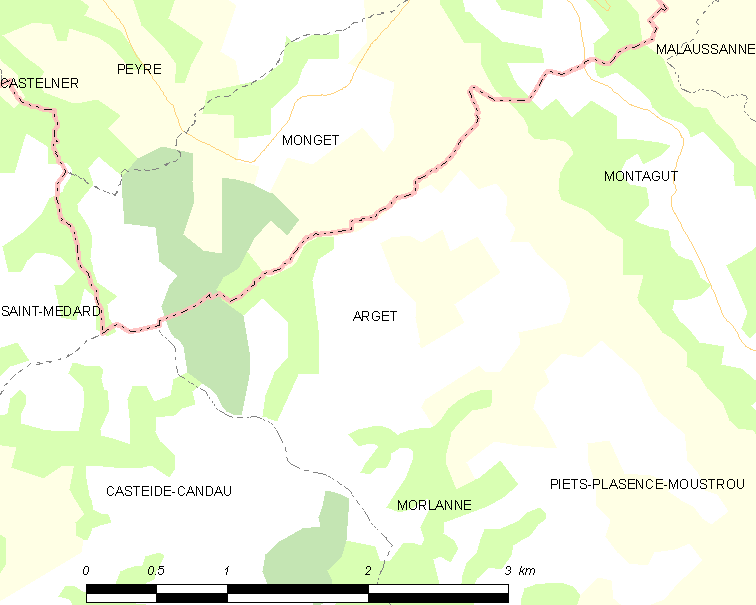
阿尔热特的OSM定位图

## 行政
阿尔热特的邮政编码为64410，INSEE市镇编码为64044。

## 政治
阿尔热特所属的省级选区为阿尔蒂克斯和苏贝斯特尔地区县。

## 交通
大西洋比利牛斯省省道D264线经过市中心。

## 人口

1962-2008年间阿尔热特人口变化图示

阿尔热特于2022年1月1日时的人口数量为80人。